# The Iconoclast
The Iconoclast è un cortometraggio muto del 1910 diretto da David W. Griffith e sceneggiato da Bernardine R. Leist. Tra gli interpreti, in piccoli ruoli, anche Mary Pickford e Mack Sennett.

## Produzione
Il film fu prodotto dalla Biograph Company.

## Distribuzione
Distribuito dalla Biograph Company, il film - un cortometraggio di una bobina - uscì nelle sale cinematografiche statunitensi il 3 ottobre 1910.